# 法水寺
佛光山法水寺（ぶっこうさんほうすいじ）は、群馬県渋川市伊香保町にある、台湾仏教の寺院である。

## 概要
2018年に開山した。台湾の宗教団体「佛光山」の日本における総本山である。
設立母体の佛光山は、国共内戦時に台湾に渡った星雲大師が1967年に設立した宗教団体で、中国仏教の臨済宗の流れをくんでいる。
法水寺は渋川市伊香保町の水沢山の中腹に位置し、総面積は６万坪ある。法水寺の建立予算は総額で約５０億円であったという。

## 運営及び所在地等
- 運営：宗教法人臨済宗日本佛光山
- 所在地：群馬県渋川市伊香保町伊香保637-43

## 交通アクセス
伊香保温泉街から車で10分ほどの場所にある。観光バスも駐車可能な大型の無料駐車場がある。
- 自動車：関越自動車道「渋川伊香保インターチェンジ」より約30分。
- 公共交通：JR東日本上越線/吾妻線「渋川駅」よりバスで約20分、「佛光山前」下車、徒歩約7分。